# La Esfreita
La Esfreita (oficialmente y en asturiano: El Esfreita) es una aldea perteneciente a la parroquia de Folgueras, en el concejo de Coaña, comarca de Eo-Navia, Principado de Asturias, España.